# Ollainville (Vosges)
Pour les articles homonymes, voir Ollainville.
Ollainville est une commune française située dans le département des Vosges en région Grand Est.

## Géographie

### Géologie et relief
La commune se compose de 28,37 hectares de territoires artificialisés (4,49 %), 463,39 hectares de territoires agricoles (73,32 %) et 140,62 hectares de forêts et milieux semi-naturels (22,25 %).
Espaces naturels :
- Une zone naturelle d'intérêt écologique, faunistique et floristique (Znieff) :  Pays de Neufchâteau[3]

### Hydrographie et les eaux souterraines
Hydrogéologie et climatologie : Système d’information pour la gestion des eaux souterraines du bassin Rhin-Meuse :
Territoire communal : Occupation du sol (Corinne Land Cover); Cours d'eau (BD Carthage),
Géologie : Carte géologique; Coupes géologiques et techniques,
 Hydrogéologie : Masses d'eau souterraine; BD Lisa; Cartes piézométriques.
La commune est située dans le bassin versant de la Meuse au sein du bassin Rhin-Meuse. Elle est drainée par le ruisseau des Aulnes,.

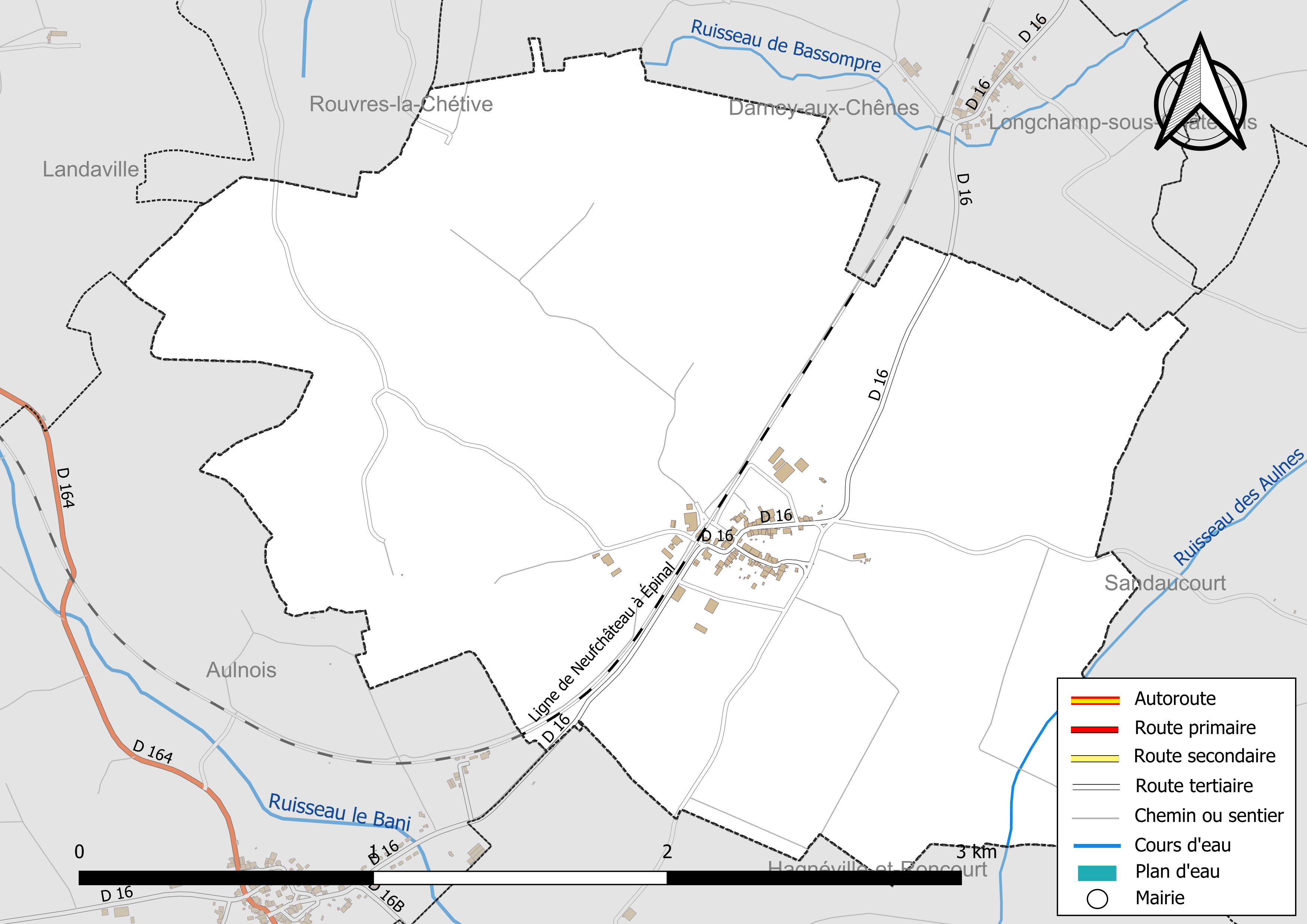
Réseaux hydrographique et routier d'Ollainville.

La qualité des eaux de baignade et des cours d’eau peut être consultée sur un site dédié géré par les agences de l’eau et l’Agence française pour la biodiversité.

### Climat
Pour des articles plus généraux, voir Climat du Grand Est et Climat des Vosges.
En 2010, le climat de la commune est de type climat de montagne, selon une étude du Centre national de la recherche scientifique s'appuyant sur une série de données couvrant la période 1971-2000. En 2020, Météo-France publie une typologie des climats de la France métropolitaine dans laquelle la commune est exposée à un climat océanique altéré et est dans la région climatique  Lorraine, plateau de Langres, Morvan, caractérisée par un hiver rude (1,5 °C), des vents modérés et des brouillards fréquents en automne et hiver. 
Pour la période 1971-2000, la température annuelle moyenne est de 9,4 °C, avec une amplitude thermique annuelle de 16,8 °C. Le cumul annuel moyen de précipitations est de 944 mm, avec 13,2 jours de précipitations en janvier et 9,4 jours en juillet. Pour la période 1991-2020, la température moyenne annuelle observée sur la station météorologique de Météo-France la plus proche, « St Ouen-lès-Parey_sapc », sur la commune de Saint-Ouen-lès-Parey à 10 km à vol d'oiseau, est de 10,0 °C et le cumul annuel moyen de précipitations est de 806,8 mm. 
La température maximale relevée sur cette station est de 39,4 °C, atteinte le 25 juillet 2019 ; la température minimale est de −22 °C, atteinte le 20 décembre 2009,,. 
Les paramètres climatiques de la commune ont été estimés pour le milieu du siècle (2041-2070) selon différents scénarios d'émission de gaz à effet de serre à partir des nouvelles projections climatiques de référence DRIAS-2020. Ils sont consultables sur un site dédié publié par Météo-France en novembre 2022.

## Urbanisme

### Typologie
Au 1er janvier 2024, Ollainville est catégorisée commune rurale à habitat dispersé, selon la nouvelle grille communale de densité à sept niveaux définie par l'Insee en 2022.
Elle est située hors unité urbaine. Par ailleurs la commune fait partie de l'aire d'attraction de Vittel - Contrexéville, dont elle est une commune de la couronne,. Cette aire, qui regroupe 72 communes, est catégorisée dans les aires de moins de 50 000 habitants,.

### Occupation des sols
L'occupation des sols de la commune, telle qu'elle ressort de la base de données européenne d’occupation biophysique des sols Corine Land Cover (CLC), est marquée par l'importance des territoires agricoles (73,4 % en 2018), une proportion identique à celle de 1990 (73,4 %). La répartition détaillée en 2018 est la suivante : 
prairies (53,8 %), forêts (22,1 %), terres arables (13,1 %), zones agricoles hétérogènes (6,5 %), zones urbanisées (4,5 %). L'évolution de l’occupation des sols de la commune et de ses infrastructures peut être observée sur les différentes représentations cartographiques du territoire : la carte de Cassini (XVIIIe siècle), la carte d'état-major (1820-1866) et les cartes ou photos aériennes de l'IGN pour la période actuelle (1950 à aujourd'hui).

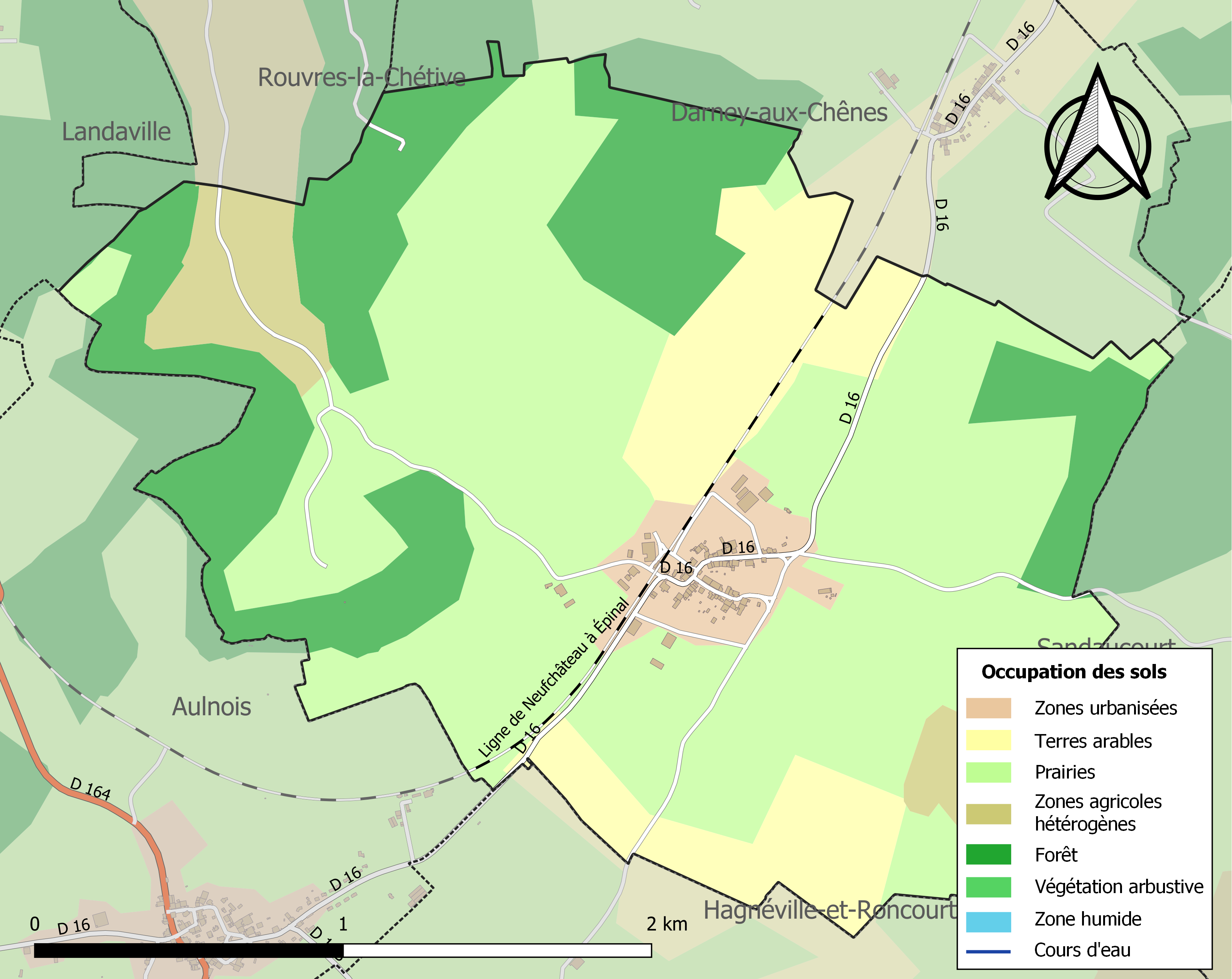
Carte des infrastructures et de l'occupation des sols de la commune en 2018 (CLC).

## Toponymie
Le nom de la localité est attesté sous les formes Audoleni villa (1033) ; Apud Olenvillam (1116) ; Ottho de Oleinvilla (1179) ; Apud Olanivillam (1179) ; Oleinvile (1187) ; Ollenville (1204) ; Olenville (1210) ; Olenvile (1211) ; Ollainville (1259) ; ? Hallainville (1259) ; Oullainville (1350) ; Ollainville (1388) ; Orlenville (XIVe siècle) ; Olainville (1426) ; ? Lanville (avant 1466) ; Allainville (1583) ; Dollainville (1594) ; Dolainville (1628) ; Alleinville (XVIIe siècle).

## Histoire
En 1751 relevait du bailliage de Neufchâteau. Il y avait autrefois un ermitage dit de Saint-Hilaire.
Le village dépendait directement des ducs de Lorraine. 

## Politique et administration
| Période                                  | Période  | Identité     | Étiquette | Qualité                          |
| ---------------------------------------- | -------- | ------------ | --------- | -------------------------------- |
| Les données manquantes sont à compléter. |          |              |           |                                  |
| avant mars 2001                          | 2020     | Patrick Mire | DVD       | Agriculteur (GAEC du Haut-Musée) |
| 2020                                     | En cours | Pauline Mire |           |                                  |

### Budget et fiscalité 2023

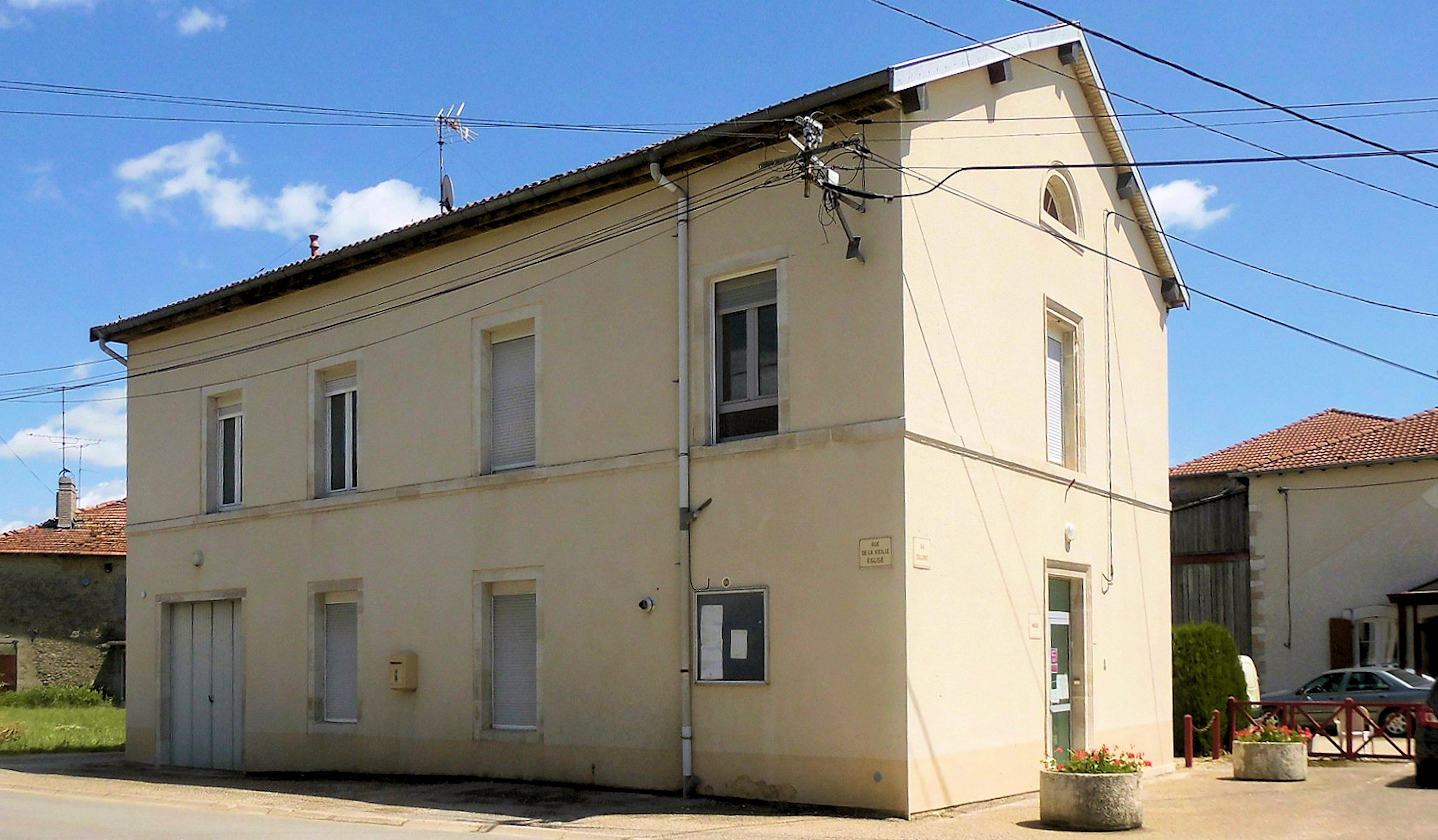
La mairie.

En 2023, le budget de la commune était constitué ainsi :
- total des produits de fonctionnement : 175 000 €, soit 2 372 € par habitant ;
- total des charges de fonctionnement : 55 000 €, soit 729 € par habitant ;
- total des ressources d'investissement : 10 000 €, soit 128 € par habitant ;
- total des emplois d'investissement : 7 000 €, soit 89 € par habitant ;
- endettement : 18 000 €, soit 237 € par habitant.

Avec les taux de fiscalité suivants :
- taxe d'habitation : 20,43 % ;
- taxe foncière sur les propriétés bâties : 37,31 % ;
- taxe foncière sur les propriétés non bâties : 19,03 % ;
- taxe additionnelle à la taxe foncière sur les propriétés non bâties : 0,00 % ;
- cotisation foncière des entreprises : 0,00 %.

Chiffres clés Revenus et pauvreté des ménages en 2021 : médiane en 2021 du revenu disponible, par unité de consommation.

## Population et société

### Démographie

#### Évolution démographique
L'évolution du nombre d'habitants est connue à travers les recensements de la population effectués dans la commune depuis 1793. Pour les communes de moins de 10 000 habitants, une enquête de recensement portant sur toute la population est réalisée tous les cinq ans, les populations de référence des années intermédiaires étant quant à elles estimées par interpolation ou extrapolation. Pour la commune, le premier recensement exhaustif entrant dans le cadre du nouveau dispositif a été réalisé en 2004.

En 2022, la commune comptait 74 habitants, en évolution de +17,46 % par rapport à 2016 (Vosges : −2,96 %, France hors Mayotte : +2,11 %).
| 1793 | 1800 | 1806 | 1821 | 1831 | 1836 | 1841 | 1846 | 1856 |
| ---- | ---- | ---- | ---- | ---- | ---- | ---- | ---- | ---- |
| 219  | 205  | 204  | 216  | 250  | 268  | 263  | 257  | 248  |

| 1861 | 1866 | 1876 | 1881 | 1886 | 1891 | 1896 | 1901 | 1906 |
| ---- | ---- | ---- | ---- | ---- | ---- | ---- | ---- | ---- |
| 250  | 240  | 234  | 211  | 205  | 194  | 184  | 180  | 164  |

| 1911 | 1921 | 1926 | 1931 | 1936 | 1946 | 1954 | 1962 | 1968 |
| ---- | ---- | ---- | ---- | ---- | ---- | ---- | ---- | ---- |
| 160  | 148  | 159  | 148  | 143  | 122  | 141  | 124  | 125  |

| 1975 | 1982 | 1990 | 1999 | 2004 | 2006 | 2009 | 2014 | 2019 |
| ---- | ---- | ---- | ---- | ---- | ---- | ---- | ---- | ---- |
| 103  | 99   | 90   | 75   | 75   | 74   | 70   | 65   | 73   |

| 2022 | - | - | - | - | - | - | - | - |
| ---- | - | - | - | - | - | - | - | - |
| 74   | - | - | - | - | - | - | - | - |

### Enseignement
Établissements d'enseignements :
- Écoles maternelles et primaires à Châtenois, Rouvres-la-Chétive, Landaville, La Neuveville-sous-Châtenois, Dombrot-sur-Vair, Houécourt.
- Collèges à Châtenois, Mandres-sur-Vair, Contrexéville, Neufchâteau, Vittel.
- Lycées à Mandres-sur-Vair, Contrexéville, Neufchâteau.

### Santé
Professionnels et établissements de santé :
- Médecins à Châtenois, Bulgnéville, Gironcourt-sur-Vraine, Neufchâteau, Contrexéville, Vittel.
- Pharmacies à Châtenois, Bulgnéville, Gironcourt-sur-Vraine, Neufchâteau, Contrexéville, Vittel, Vrécourt, Vicherey, Liffol-le-Grand.
- Hôpitaux à Neufchâteau, Vittel, Lamarche, Mattaincourt, Mirecourt.

### Cultes
- Culte catholique, Paroisse Saint-Jean-Baptiste-au-Pays-de-Châtenois[27], Diocèse de Saint-Dié.

## Économie

### Entreprises et commerces

#### Commerces
- Commerces et services de proximité[28].

## Lieux et monuments

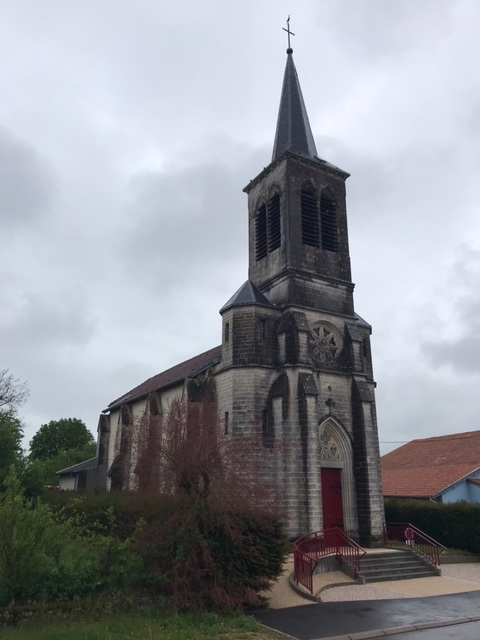
L'Église Saint-Hilaire d'Ollainville.
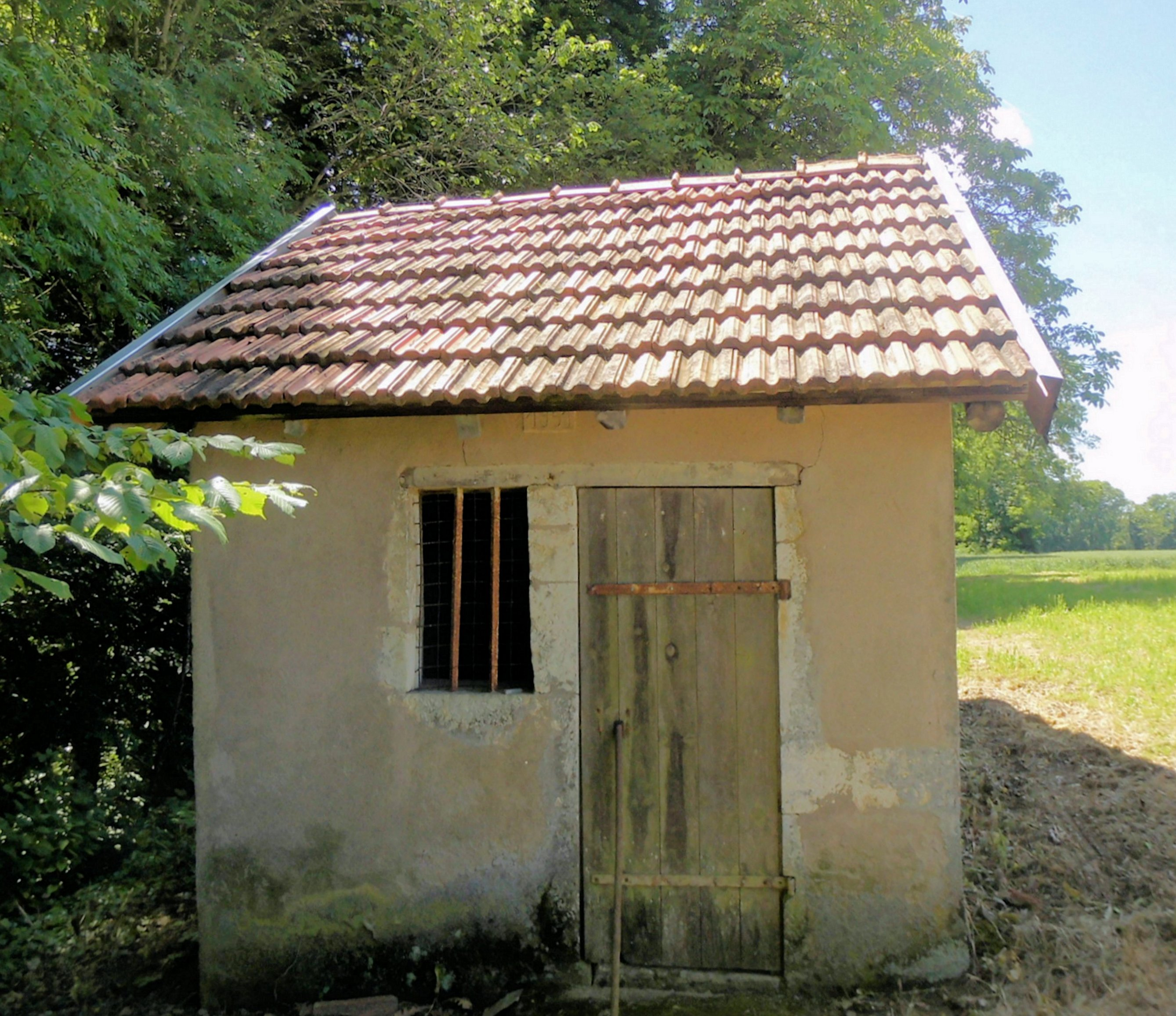
La chapelle Saint-Hilaire.
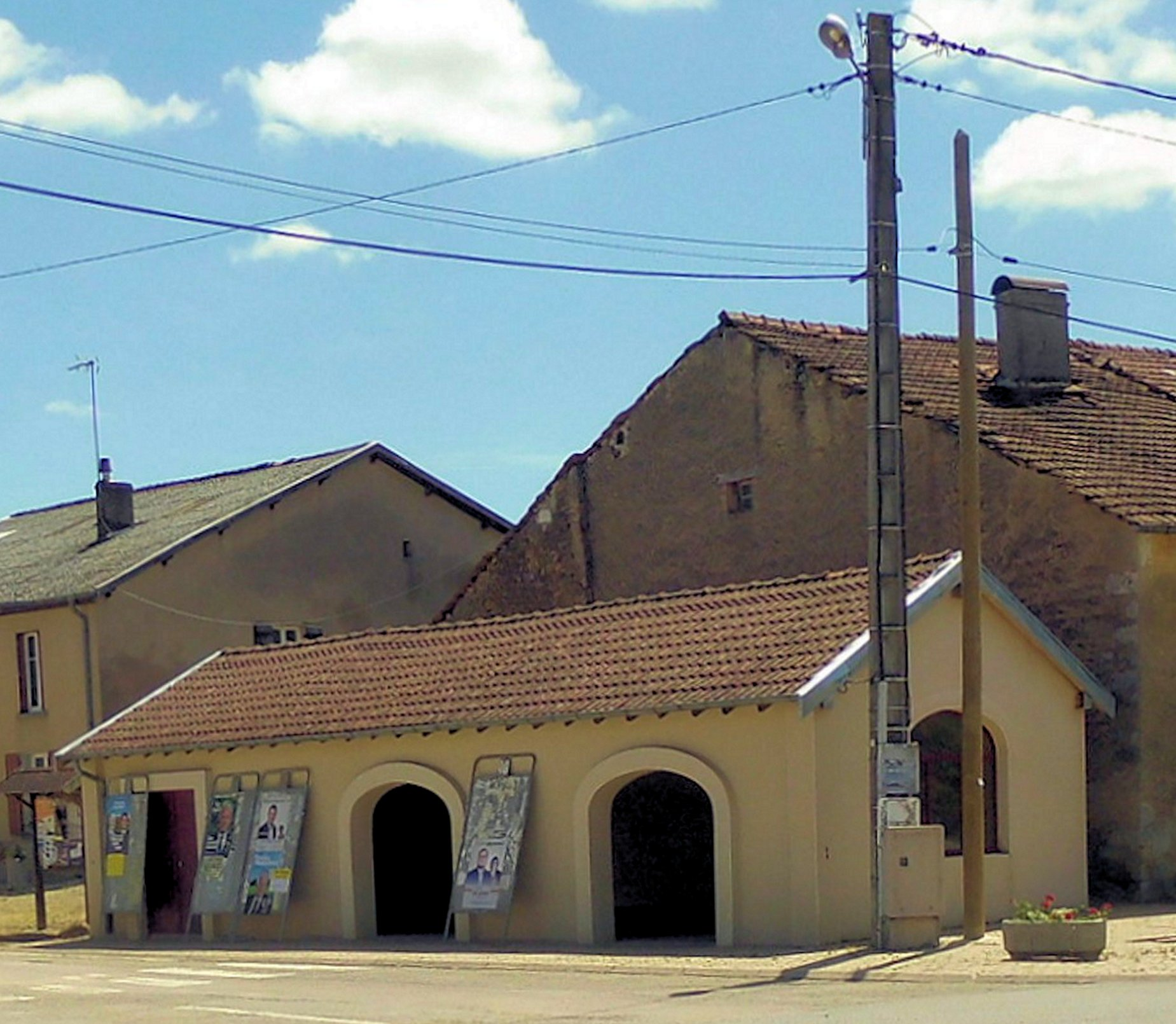
L'ancien lavoir d'Ollainville.

- L'église Saint-Hilaire, construite en 1865 au style Néogothique.
- La chapelle Saint-Hilaire[29]. La chapelle remplace un ancien ermitage disparu en 1770[30].

Vitrail représentant sainte Bernadette priant la Vierge à la grotte de Lourdes.
- L'ancien lavoir.
- Patrimoine rural recensé par le service régional de l'Inventaire général du patrimoine culturel[32].
- Monument aux morts[33].

## Personnalités liées à la commune
- Médaillés de Sainte-Hélène[34] : Nicolas Mabout, Michel Nicolas Martin, Jean-Baptiste Barret; Hilaire Voriot, Dominique Morlot.